# Grünthal (Unterreit)
Grünthal ist ein Gemeindeteil der Gemeinde Unterreit und eine Gemarkung im oberbayerischen Landkreis Mühldorf am Inn.

## Lage

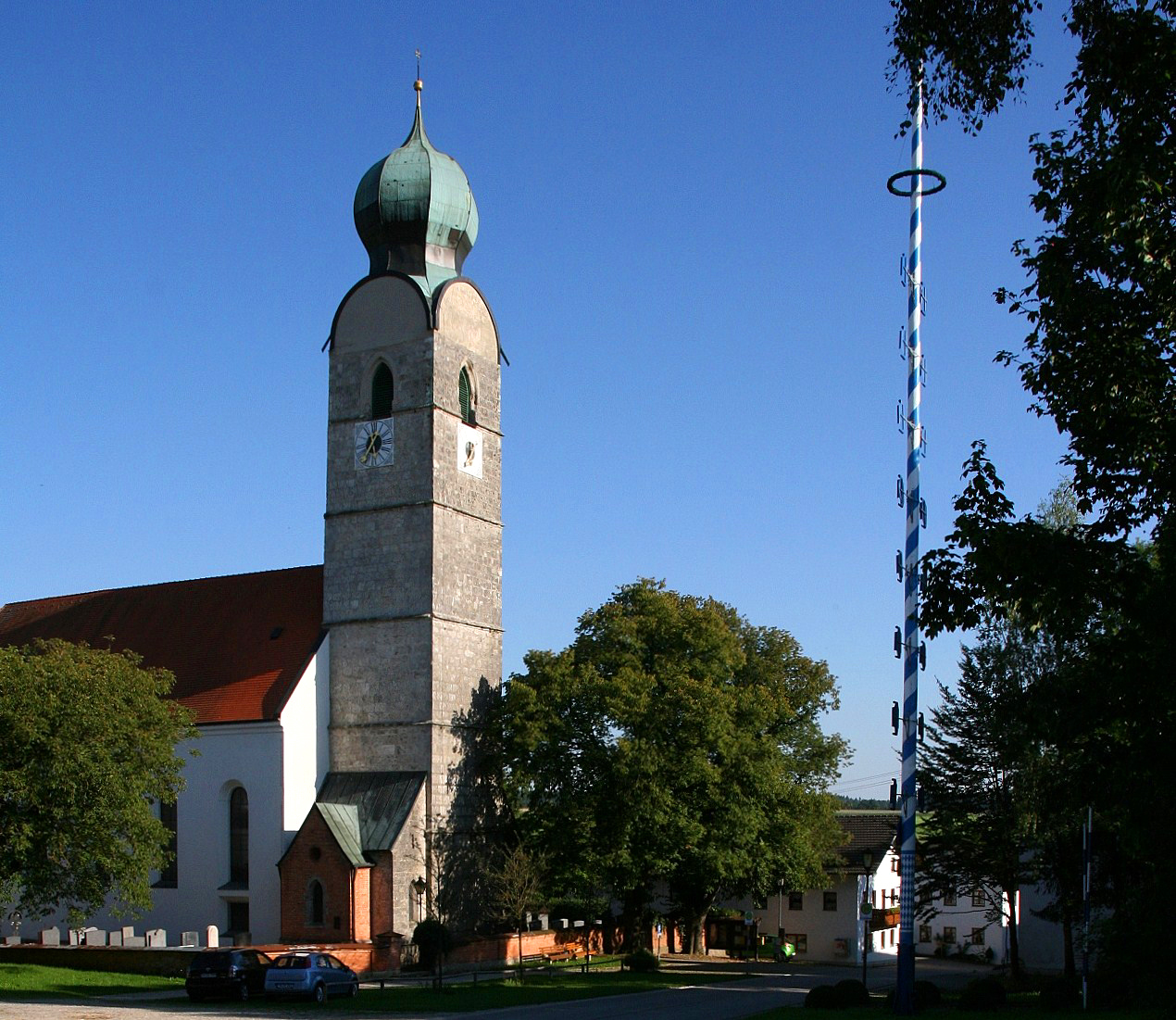
St. Andreas, Grünthal

Das Pfarrdorf liegt auf offener Flur im Osten des Gemeindegebietes, an der Kreisstraße MÜ 48 von Jettenbach nach Waldhausen.

## Geschichte
Die erste urkundliche Erwähnung von Grünthal stammt vom 7. April 1030. Kaiser Konrad II. bestätigte dem Erzbischof Thietmar von Salzburg den Wildbann von „Gruonintal“, also Schutz dem Jagdgehege und vor Abforstung. Der Ortsname bedeutet „krummes Tal“ oder „grünes Tal“. Grünthal stand von Anfang an mit dem Erzbistum Salzburg in Verbindung. Der Turm der Pfarrkirche St. Andreas wurde 1450 errichtet und später barockisiert. Grünthal wurde mit dem Gemeindeedikt von 1818 eine selbständige Gemeinde im Landgericht ä.O. Wasserburg mit folgenden Ortsteilen:
| - Bach - Bergen - Eck - Eder - Einharting - Gmein | - Haimbuch - Holzgaden - Kaltenbach - Keimelöd - Kühnham - Lug | - Oberzarnham - Pierach - Reingrub - Reit - Salzöd - Schlichting | - Schrottfurt - Ullading - Unterbierwang - Unterzarnham - Wettelsham |

1971 schloss sie sich im Zuge der Gemeindegebietsreform mit Nachbargemeinden zur Gemeinde Unterreit zusammen, der Landkreis Wasserburg am Inn wurde am 1. Juli 1972 aufgelöst; die Gemeinde kam zum Landkreis Mühldorf am Inn.